# Loopback
Ein Loopback oder eine Schleifenschaltung ist ein Nachrichten- oder Informationskanal mit nur einem Endpunkt. Sender und Empfänger sind beim Loopback identisch. Es gibt vielerlei Anwendungen für den Loopback. So setzt die Kommunikationstechnologie Loopbacks gewöhnlich dazu ein, die Erreichbarkeit eines Ziels zu prüfen: Schickt der Sender die Information 1111, und der Empfänger schickt 1121 zurück, stimmt etwas am Übertragungsweg nicht. Auf diese Weise wird sowohl der Nachrichtenkanal zum Ziel als auch das Ziel selbst geprüft.
In der digitalen Musik- und Videoproduktion dient der Loopback dazu, den Bildschirminhalt samt Audiomaterial zurück in den Computer zu schicken, sodass zum Beispiel eine Software zur Bildschirmaufnahme Bild und Ton in Echtzeit speichern kann.
Gewöhnlich besteht der Nachrichtenkanal aus mehreren hintereinanderliegenden Übermittlungsabschnitten. Indem die Schleifenschaltung nacheinander an allen Endpunkten der Übermittlungsabschnitte vorgenommen wird, kann der gesamte Weg bis zum Ziel geprüft werden und eine eventuelle Unterbrechung gefunden werden.
Generell gibt es verschiedene Typen von Loopbacks:
- Loopbacks, bei denen die Gegenstelle das empfangene Signal sowohl zum Sender zurückschleift, als auch unverändert zum Ziel weiterleitet.
- Loopbacks, bei denen die Gegenstelle das empfangene Signal zum Sender zurückschleift und dem Ziel statt dieses Signals ein Alarmindikationssignal einspeist.

## Loopback-Adresse im Internet Protocol
Das Internet Protocol (IP) spezifiziert ein Loopback-Netzwerk. Speziell reservierte IP-Adressen sind für IPv4 der Adressraum von 127.0.0.1 bis 127.255.255.254, wobei meist 127.0.0.1 genutzt wird, und für IPv6 die Adresse ::1. Die meisten IP-Umsetzungen unterstützen eine Loopback-Schleife, wobei sämtliche Pakete, die ein Computerprogramm an diese Adressen sendet, an denselben Computer adressiert werden. Der Standard für Domains dieser Adressen ist localhost.
Die Loopback-Schnittstelle wird unter anderem von Client-Software benutzt, um mit einem Server auf demselben Computer zu kommunizieren.
Ein Beispiel: Auf einem Computer läuft ein Webserver. Wenn man nun dem Browser als URL http://127.0.0.1/ bzw. http://[::1]/ angibt, wird dieser auf die Webseite des eigenen Computers zugreifen. Da dafür kein Netzwerkanschluss nötig ist, ist Loopback recht hilfreich, um verschiedene Dienste zu prüfen, ohne sie entferntem Zugriff zugänglich zu machen.
Im Übrigen ist es eine beliebte Prüfmethode, die Loopback-Adresse zu pingen, um die korrekte Funktion der Internetprotokoll-Implementierung zu verifizieren.
Pakete mit einer Loopback-Adresse als Absenderadresse, die an ein existierendes IP-Netzwerk gesendet werden, können eine größere Anzahl an Problemen für ältere oder fehlerhafte Netzwerksoftware darstellen.
127.0.53.53 wurde von der ICANN als Warnsignal bei der Neuvergabe von Top-Level-Domain (TLD) eingeführt, wo es zu Namensüberschneidungen zwischen einem internen Namensraum und dem öffentlichen Domain Name System (DNS) kommen kann. Kommuniziert man beispielsweise mit einem Server weber.example.com nur über seinen Namen weber, so kam aus dem Internet die Antwort, dass die Domain nicht existiert und der im lokalen Netzwerk verwendete Hostname wurde verwendet. Nach der Einführung der TLD .weber geht die Anfrage an den zuständigen externen DNS-Server. Dabei kann es zu unerwünschten Informationslecks kommen. Um darauf hinzuweisen, wird für 90 Tage ab der Registrierung mit 127.0.53.53 geantwortet, was zu einer Fehlermeldung führt und Administratoren veranlasst den vollen Namen (FQHN) für ihren Host einzutragen.

## Loopback-Schnittstelle in der Netzwerktechnik
Komponenten im Netzwerk, wie z. B. Server, Router und PCs, nutzen Schnittstellen, um zu kommunizieren. In der Regel verfügt jede dieser Komponenten zusätzlich über eine Loopback-Schnittstelle, die keiner tatsächlichen Schnittstelle zu einem anderen System entspricht. Diese Loopback-Schnittstelle ist stattdessen mit sich selbst verbunden, so dass sämtliche Daten, die über diese Schnittstelle versendet werden, von eben dieser Komponente auch wieder empfangen und verarbeitet werden.
Auf Unix-ähnlichen Systemen wird die Loopback-Schnittstelle allgemein lo genannt. Systeme können über mehrere Loopback-Schnittstellen verfügen, die dann entsprechend nummeriert werden, z. B. lo0, lo1 usw.
Loopback-Schnittstellen werden häufig in Kombination mit Loopback-IP-Adressen verwendet (siehe letzter Abschnitt). Der Einsatz ist jedoch nicht darauf beschränkt. Insbesondere bei Routern und Switches werden Loopback-Schnittstellen genutzt, um eine Schnittstelle zur Verfügung zu haben, die niemals die Verbindung verliert und somit über die gesamte Laufzeit des Systems die zugewiesene IP-Adresse behalten. Es muss sich dabei nicht um eine Loopback-IP-Adresse handeln.